# La gran exclusiva
La gran exclusiva (título original en inglés: Scoop) es una película dramática y biográfica británica de 2024 dirigida por Philip Martin, protagonizada por Gillian Anderson, Keeley Hawes, Billie Piper y Rufus Sewell. Es un recuento dramático del proceso de obtención y filmación de la entrevista televisiva de la BBC de 2019 del Príncipe Andrés por parte de la presentadora y periodista Emily Maitlis y el equipo de producción del programa de noticias y actualidad Newsnight de BBC Two. El guion de Peter Moffat y Geoff Bussetil está adaptado del libro Scoops de 2022 de la exeditora de Newsnight Sam McAlister.
La película es una historia detrás de escena de las mujeres que negociaron con el establishment del Palacio de Buckingham para conseguir la "primicia de la década", que fue el catalizador público de la caída del Duque de York, en una entrevista televisada que se centró en la relación de Andrew con el delincuente sexual convicto Jeffrey Epstein y las acusaciones de agresión sexual a un menor por parte de Andrew. Más tarde se describió la entrevista menos como un accidente automovilístico que como "un avión que se estrella contra un petrolero, provocando un tsunami y detonando una explosión nuclear".
La película se estrenó el 5 de abril de 2024 en Netflix.

## Reparto
- Gillian Anderson como Emily Maitlis
- Keeley Hawes como Amanda Thirsk
- Billie Piper como Sam McAlister
- Rufus Sewell como el Príncipe Andrés
- Romola Garai como Esme Wren
- Richard Goulding como Stewart MacLean
- Amanda Redman como Netta McAlister
- Connor Swindells como Jae Donnelly[3]
- Lia Williams como Fran Unsworth[3]
- Colin Wells como Jeffrey Epstein
- Aoife Hinds como Rebecca
- Paul Popplewell como Editor
- Andrew MacBean como Tony Hall
- Charity Wakefield como la Princesa Beatriz

## Producción
En julio de 2022 se anunció una adaptación del libro de 2022 del ex productor de Newsnight Sam McAlister Scoops: Behind the Scenes of the BBC's Most Shocking Interviews de Peter Moffat para The Lighthouse Film & Television y Voltage TV. Moffat dijo que la adaptación se concentraba en "cómo el equipo Newsnight de la BBC obtuvo la primicia... [y]... ¿Por qué aceptó hacerlo?" Sería dirigida por Philip Martin y producida por Hilary Salmon y Radford Neville para The Lighthouse y Sanjay Singhal para Voltage TV. Anderson, Sewell, Hawes y Piper fueron anunciados como parte del elenco en febrero de 2023. McAlister, quien fue en parte responsable de negociar y contratar al Príncipe, dijo que fue "un momento de pellizco" ser interpretado por Piper. Hawes fue elegida para interpretar a la exsecretaria privada del príncipe Andrés, Amanda Thirsk.

### Rodaje
La fotografía principal comenzó a principios de 2023. Tomas de Anderson caracterizado como Maitlis en el set se revelaron en línea a finales de febrero de 2023.

## Estreno
La película se estrenó el 5 de abril de 2024 en Netflix.